# Regione ecclesiastica
La regione ecclesiastica è un'istituzione cattolica, regolata dal Codice di diritto canonico nei canoni 433 e 434, che raggruppa più province ecclesiastiche tra loro vicine.
In deroga al canone 434 §1, la Santa Sede ha permesso l'erezione di regioni ecclesiastiche costituite da una sola provincia ecclesiastica o da diocesi immediatamente soggette alla Santa Sede.

## Normativa canonica
Il Codice di diritto canonico parla delle regioni ecclesiastiche ai canoni 433 e 434:
§2. La regione ecclesiastica può essere eretta in persona giuridica.»
(Codice di diritto canonico, Can. 433)
(Codice di diritto canonico, Can. 434)

## Descrizione
La creazione o la soppressione di regioni ecclesiastiche, costituite da due o più province ecclesiastiche tra loro vicine, così come la modifica dei confini sono di competenza della Santa Sede, su richiesta delle Conferenze episcopali nazionali.
L'erezione canonica di una regione ecclesiastica è facoltativa. Tuttavia il Codice di diritto canonico ne favorisce l'istituzione soprattutto nei paesi con un elevato numero di diocesi.
Diversamente dalle province ecclesiastiche, le regioni ecclesiastiche non godono ipso iure di personalità giuridica canonica, che tuttavia può essere concessa dalla Santa Sede tramite un apposito decreto.
Lo scopo della regione ecclesiastica, guidata dall'assemblea episcopale regionale, è favorire la cooperazione tra i vescovi di diocesi vicine nel limite delle attività che non siano di competenza diretta della Conferenza Episcopale.
Secondo l'Annuario Pontificio, le regioni ecclesiastiche canonicamente istituite esistono formalmente solo in Italia. In altri Paesi, come per es. il Canada, gli Stati Uniti, l'Argentina, il Brasile e l'India, esistono assemblee o conferenze episcopali regionali, previste dal canone 448, §2 del Codice di diritto canonico, ma «con una natura giuridica diversa dalle Regioni italiane, dalle quali devono essere accuratamente distinte».

## Regioni ecclesiastiche italiane
L'istruzione Alcuni arcivescovi della Congregazione dei vescovi e regolari del 24 agosto 1889 ha istituito in Italia 17 regioni episcopali, allo scopo di favorire riunioni periodiche dei vescovi locali per discutere di problemi comuni.
La lettera circolare della Congregazione Concistoriale del 22 marzo 1919 all'episcopato italiano raggruppava i vescovi italiani in 19 regioni episcopali. In alcuni casi nomi e composizione geografica delle regioni risultava diversa rispetto all'istruzione del 1889.
L'obbligo delle riunioni annuali delle conferenze episcopali delle singole regioni ecclesiastiche italiane è ribadito nelle disposizioni della Congregazione del concilio del 21 giugno 1932.
In seguito due decreti della Congregazione per i vescovi, del 12 settembre e dell'8 dicembre 1976, hanno ridisegnato le regioni ecclesiastiche precedentemente create.
Il 4 novembre 1994, con una serie di decreti della Congregazione per i vescovi dal titolo Ut communis diversarum, le regioni ecclesiastiche italiane sono state riconosciute dalla Santa Sede, che ha conferito a ciascuna di esse la personalità giuridica pubblica, approvando nel contempo lo statuto di ciascuna regione ecclesiastica.
Oggi in Italia esistono 16 regioni ecclesiastiche; ovviamente il territorio della regione ecclesiastica non necessariamente corrisponde a quello dell'omonima regione amministrativa (queste ultime sono infatti 20). In particolare, sono tre le regioni ecclesiastiche formate da più di una regione amministrativa: Piemonte (che comprende il territorio del Piemonte e della Valle d'Aosta), Abruzzo-Molise (che comprende il territorio abruzzese e molisano) e Triveneto (comprendente le regioni di Veneto, Friuli-Venezia Giulia e Trentino-Alto Adige).
I vescovi di una medesima regione ecclesiastica costituiscono la «Conferenza episcopale regionale» (ad esempio, Conferenza episcopale del Triveneto, Conferenza episcopale toscana, Conferenza episcopale pugliese). Da notare che non sono né entità politiche né suddivisioni amministrative.
1. Abruzzo-Molise
2. Basilicata
3. Calabria
4. Campania
5. Emilia-Romagna
6. Lazio
7. Liguria
8. Lombardia
9. Marche
10. Piemonte
11. Puglia
12. Sardegna
13. Sicilia
14. Toscana
15. Triveneto
16. Umbria